# Andrea Belicchi
Andrea Belicchi (Parma, 18 de diciembre de 1975) es un piloto de automovilismo italiano.

## Carrera
En 1998, Belicchi ganó el Trofeo Renault Sport Spider Elf con Lukoil Racing. En 2002 ganó el Campeonato Ruso de Fórmula 3 y en 2003 el Campeonato Finlandés de Fórmula 3 con el mismo equipo. También compitió en la Fórmula 3000 Italiana y en la Eurocopa Fórmula Renault V6 antes de pasarse a los coches deportivos.
En 2006, Belicchi se proclamó campeón en la categoría GTS del International GT Open junto con Stefano Zonca. Ese año también ganó la categoría GT2 de los 1.000 kilómetros de Nürburgring con un GPC Ferrari. En 2007 condujo un Spyker en la categoría GT2 de las Le Mans Series. En 2008 pasó a la categoría LMP2 y acabó segundo en esta categoría en los 1.000 kilómetros de Cataluña. En 2009 pasó a la categoría LMP1, donde terminó segundo en los 1000 km de Silverstone.
En 2010, Belicchi pasó al equipo Rebellion Racing dentro de la Serie Le Mans. En un Lola-Judd quedó tercero en las 8 Horas de Le Castellet. Después de que varios equipos cambiaran a la Copa Intercontinental Le Mans en 2011, Belicchi terminó segundo dos veces más con Jean-Christophe Boullion y finalmente terminó segundo en su clase.
Después de que la categoría LMP1 se incorporara al Campeonato Mundial de Resistencia de la FIA en 2012, Belicchi y Rebellion pasaron a este campeonato, donde pilotaron un Lola-Toyota junto con Harold Primat. Con dos cuartos puestos en Silverstone y el Circuito Internacional de Shanghái, terminó decimosexto en el campeonato. En 2013 obtuvo el tercer puesto en el Fuji Speedway y el cuarto lugar en Shanghai. En 2014 finalizó sexto en el Circuito Internacional de Baréin y octavo en Shanghai. Con tres victorias en su categoría, Belicchi, Dominik Kraihamer y Fabio Leimer terminaron segundos en la categoría privada LMP1 ese año, detrás de sus compañeros Mathias Beche, Nick Heidfeld y Nicolas Prost.
En 2015, Belicchi pasó a los turismos, debutando en la nueva TCR International Series para Target Competition en un SEAT León Cup Racer. Ganó la cuarta carrera del campeonato en Shanghai y, a pesar de no ganar más carreras después de esta, logró cinco podios para terminar sexto en el campeonato.

## Resultados

### TCR International Series
(Clave) (negrita indica pole position) (cursiva indica vuelta rápida)

| Año  | Equipo             | Auto                        | 1   | 2   | 3   | 4   | 5   | 6   | 7   | 8   | 9   | 10  | 11    | 12    | 13  | 14  | 15     | 16     | 17  | 18  | 19  | 20  | 21  | 22  | Pos. | Pts. |
| ---- | ------------------ | --------------------------- | --- | --- | --- | --- | --- | --- | --- | --- | --- | --- | ----- | ----- | --- | --- | ------ | ------ | --- | --- | --- | --- | --- | --- | ---- | ---- |
| 2015 |                    |                             | MYS | MYS | CHN | CHN | ESP | ESP | POR | POR | ITA | ITA | AUT I | AUT I | RUS | RUS | AUT II | AUT II | SGP | SGP | THA | THA | MAC | MAC | 6.º  | 186  |
| 2015 | Target Competition | SEAT León Racer             | 5   | 5   | 5   | 1   | 4   | DSQ | 12  | 10  | 3   | 5   | 3     | 5     | 3   | Ret | 2      | 11†    |     |     |     |     | 8   | 2   | 6.º  | 186  |
| 2016 |                    |                             | BHR | BHR | POR | POR | BEL | BEL | ITA | ITA | AUT | AUT | ALE   | ALE   | RUS | RUS | THA    | THA    | SGP | SGP | MYS | MYS | MAC | MAC | 28.º | 4    |
| 2016 | Target Competition | Opel Astra TCR              | 14  | Ret |     |     |     |     |     |     |     |     |       |       |     |     |        |        |     |     |     |     |     |     | 28.º | 4    |
| 2016 | Mulsanne Racing    | Alfa Romeo Giulietta RF TCR |     |     |     |     |     |     |     |     |     |     |       |       |     |     |        |        |     |     |     |     | 7   | 9   | 28.º | 4    |